# Pallidi riflessi
Pallidi Riflessi è un volume di fumetti dedicato alle avventure di Buffy Summers, la Cacciatrice di vampiri protagonista dell'omonimo telefilm.
Il volume racchiude i fumetti 17-18-19 della serie regolare e una mini-storia di sole 8 pagine apparsa nel mensile Dark Horse Presents. Giunge a conclusione la saga denominata Cattivo Sangue, la lotta fratricida tra Buffy e la vampira Selke. La trama è ambientata durante la terza stagione televisiva.

## Trama

### Il tuo cuor fasullo
- Testi: Andi Watson
- Disegni: Cliff Richards
- Inchiostro: Joe Pimentel
- Colori: Guy Major
- Copertina: Jeff Matsuda e Jon Sibal
- Prima pubblicazione USA: Buffy the Vampire Slayer #17 - Your Cheatin' Heart (gennaio 2000)

Buffy e la Scooby Gang sono costretti dal Preside Snyder a costruire un carro allegorico per il Carnevale e sono in cerca di idee. Nel frattempo, il clone di Buffy creato dal dottor Flitter è stato istruito da Selke e mandato in cerca della Cacciatrice per ucciderla. Le due ragazze si affrontano davanti alla vetrina di un negozio di abbigliamento e Buffy ha la peggio. Credendola morta, la falsa-Buffy getta la Cacciatrice nelle fogne e prende il suo posto tra gli amici di sempre, mostrando però subito un carattere irascibile ed un inaspettato buon gusto per l'abbigliamento.

### Lei non è una signora
- Testi: Andi Watson
- Disegni: Cliff Richards
- Inchiostro: Joe Pimentel
- Colori: Guy Major
- Copertina: Jeff Matsuda e Jon Sibal
- Prima pubblicazione USA: Buffy the Vampire Slayer #18 - She's No Lady (febbraio 2000)

Lo strano comportamento di Buffy non sfugge agli amici, Xander in particolare, tuttavia nessuno di loro arriva a sospettare che si tratti di un clone. La ragazza risponde in malo modo alle cortesie di Willow e non collabora alla creazione del carro allegorico. Selke è impaziente di ricevere notizie e va in cerca della falsa Buffy rintracciandola di fronte all'ennesimo negozio di abbigliamento. Ottiene la conferma della presunta morte della Cacciatrice ed incarica il clone di tornare nelle fogne per recuperare e consegnarle il cadavere. Angel, nel frattempo, indaga tra i vampiri e riesce a risalire ai nomi di Flitter e Selke: si intrufola nella loro sede ed distrugge il contenitore con il sangue potenziato di cui si nutrono i super-vampiri generati dal dottore. La vera Buffy, intanto, si risveglia nelle fogne assistita da una creatura che si rivela essere il secondo tentativo di clone non riuscito generato da Flitter.

### Vecchia amica
- Testi: Andi Watson
- Disegni: Cliff Richards
- Inchiostro: Joe Pimentel
- Colori: Guy Major
- Copertina: Jeff Matsuda e Jon Sibal
- Prima pubblicazione USA: Buffy the Vampire Slayer #19 - Old Friend (marzo 2000)

Lo scontro fra Cacciatrici è particolarmente cruento, fondamentale risulta l'intervento del clone mal riuscito che, desiderosa di vendicarsi di chi l'ha creata e poi gettata nelle fogne, si schiera dalla parte di Buffy e l'ha aiuta ad eliminare la sua versione vampiresca. Nel frattempo, Selke scopre che il contenitore del sangue potenziato è stato distrutto e, piena di rabbia, si dirige con i suoi vampiri tra la folla radunata per la sfilata del carro allegorico allestito dalla Scooby Gang. Buffy esce dalle fogne e la affronta. Riesce ad eliminarla aiutata anche dal progressivo avvelenamento che il sangue potenziato conteneva. Nel medesimo istante sia Selke che i supervampiri si dissolvono. Rimane il dottor Flitter, vampirizzato come desiderava sin dall'inizio ma stavolta da Spike e Drusilla.

### Tempo assassino
- Testi: Andi Watson
- Disegni: Doug Petrie
- Inchiostro: Joe Pimentel
- Colori: Guy Major
- Copertina: Jeff Matsuda e Jon Sibal
- Prima pubblicazione USA: Dark Horse Presents #150 - Killing Time (gennaio 2000)

Tre ragazzi evocano lo spirito di Ragginor, assassino del tempo. Lo fanno nei pressi di una torre con orologio in modo che possa prendere forma e distruggere il mondo. Buffy si consulta con Willow, che le consiglia semplicemente di fermare l'orologio, poi passa all'azione. Fermare l'orologio si rivela essere un'impresa più difficile del previsto ma la Cacciatrice sfrutta l'ego smisurato del demone e lo convince a prendere forma in un piccolo scarabeo che la ragazza elimina facilmente. L'Apocalisse è sventata ancora una volta.